# Estación de Pinar del Rey
Pinar del Rey es una estación de la línea 8 del Metro de Madrid situada bajo la plaza de Francisco Fernández Ordóñez, donde confluyen la Gran Vía de Hortaleza y las calles de Simón Bolívar y Andrés Obispo, en el madrileño distrito de Hortaleza dando servicio al barrio homónimo y a la parte noroeste del barrio de Canillas.

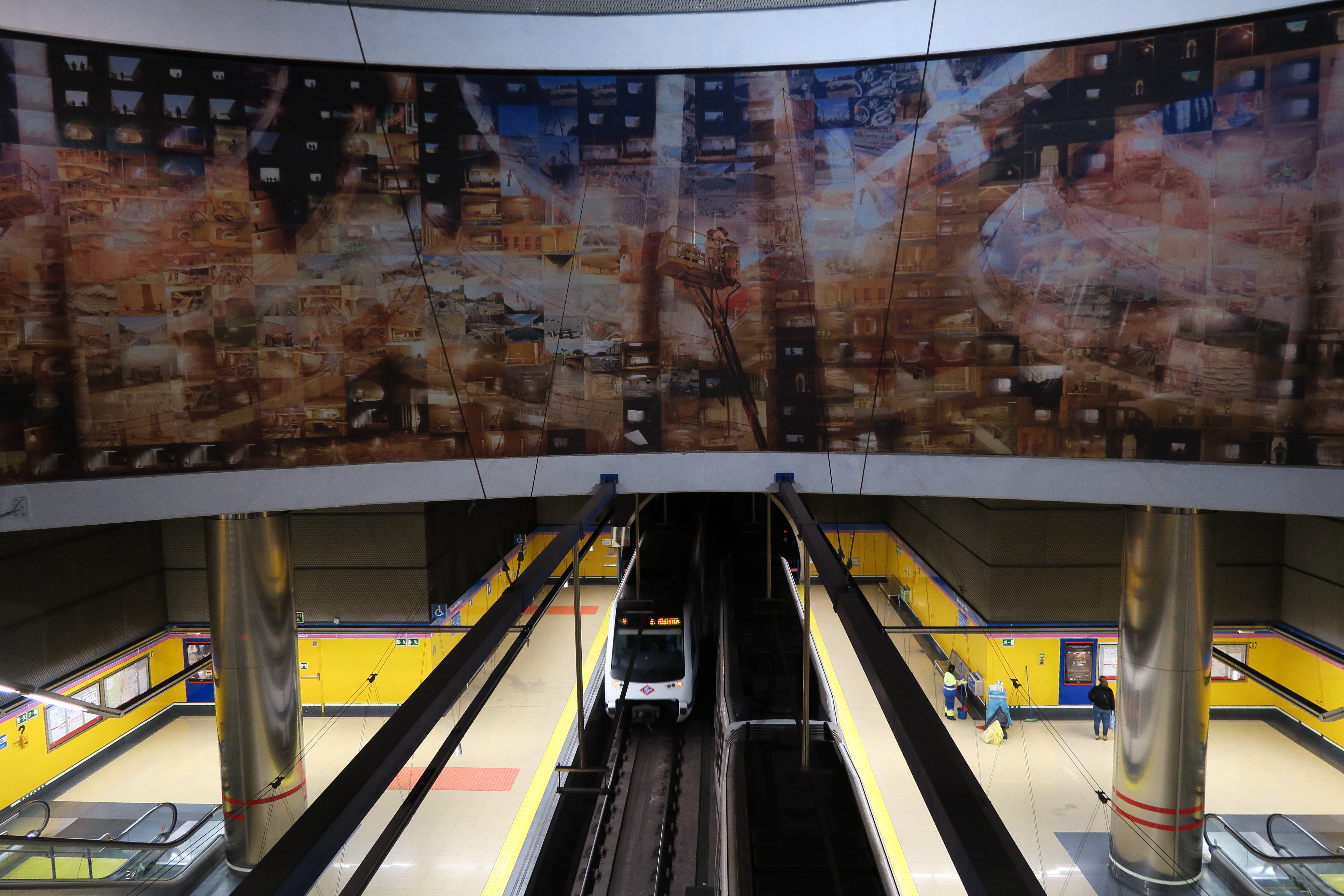
Mural y andenes de la estación

## Historia
La estación abrió al público el 15 de enero de 2007 dentro de un tramo de línea ya en servicio, por lo que se tuvo que interrumpir el servicio de la línea 8 entre Colombia y Mar de Cristal entre el junio y septiembre de 2006. La estación se construyó entre pantallas con un presupuesto inicial de 31 millones de euros y un plazo de ejecución de 21 meses, que finalmente fue de 39,8 millones de euros y 26 meses de ejecución. Según datos oficiales, se estima que beneficia a una población de unas 10 000 personas.
Entre el 13 de febrero y el 28 de mayo de 2022, permaneció cerrada por obras en el tramo Colombia-Mar de Cristal, cortado por obras. Se estableció un Servicio Especial de autobús gratuito con parada en las inmediaciones de la estación.

## Accesos
Vestíbulo Pinar del Rey
- Gran Vía de Hortaleza Avda. Gran Vía de Hortaleza, 47
- Ascensor Avda. Gran Vía de Hortaleza, 62 (bulevar central)

## Líneas y conexiones

### Metro
| << cabecera        | < estación | línea | estación >     | cabecera >>   |
| ------------------ | ---------- | ----- | -------------- | ------------- |
| Nuevos Ministerios | Colombia   |       | Mar de Cristal | Aeropuerto T4 |

### Autobuses
| Diurnos |                                  |                                                |
| Línea   | Destino                          | Parada                                         |
| 87      | Las Cárcavas                     | 2884 PINAR DEL REY (Gran Vía de Hortaleza, 62) |
| 87      | Plaza de la República Dominicana | 2885 PINAR DEL REY (Gran Vía de Hortaleza, 47) |